# احمد العمیر
احمد العمیر (عربی: أحمد العمير؛ زادهٔ ۱۷ آوریل ۱۹۸۳) یک بازیکن فوتبال اهل سوریه است.
از باشگاه‌هایی که در آن بازی کرده‌است می‌توان به باشگاه فوتبال الکرامه سوریه، الجیش سوریه، باشگاه فوتبال الکرامه سوریه، باشگاه فوتبال الفحیحیل کویت، باشگاه فوتبال الکرامه سوریه، باشگاه فوتبال الکرامه سوریه، باشگاه فوتبال الشرطه دمشق، باشگاه ورزشی صفا، باشگاه ورزشی الوحده سوریه، و تیم ملی فوتبال سوریه اشاره کرد.
وی همچنین در تیم ملی فوتبال سوریه بازی کرده است.